# Nisís Dýsvaton
Nisís Dýsvaton är en ö i Grekland.   Den ligger i regionen Sydegeiska öarna, i den sydöstra delen av landet, 120 km öster om huvudstaden Aten.